# 埃格爾斯頓鎮區 (密歇根州)
埃格爾斯頓鎮區（英語：Egleston Township）是位於美國密歇根州馬斯基根縣的一個行政鎮區。

## 地方資料
埃格爾斯頓鎮區的面積為89.50平方千米，當中陸地面積為82.80平方千米，而水域面積為6.70平方千米。根據2020年美國人口普查的數據，當地共有人口11128人，而人口密度為每平方千米124.34人。